# Tibor Kemény
Tibor Kemény (5. března 1913 – 25. září 1992), také zmiňovaný jako Kemeny, byl maďarský fotbalista a trenér, který hrál jako útočník za Ferencvarosi TC a maďarský národní tým (9 startů). Byl v sestavě týmu, který reprezentoval Maďarsko na Mistrovství světa ve fotbale 1934. hrál jeden zápas na Mistrovství světa proti Rakousku (ve čtvrtfinále Maďarsko prohrálo 2-1). S Ferencvárosem se v roce 1938 dvakrát utkal s Juventusem.
Jako trenér vedl Ujpest FC v sezóně 1949-50 a Olympiakos v sezóně 1957-58. S Olympiakosem získal ligový titul i Pohár, tedy ve své jediné trenérské sezóně u týmu získal double. Propracoval systém 4-2-4 a s ním jako trenér Olympiakosu hrál skvělý fotbal, takže Márton Bukovi, když přišel do Pirea, se systémem pokračoval.
Kémeny také trénoval MTK Hungaria, který v roce 1955 přivedl k vítězství ve Středoevropském poháru. V sezóně 1967/68 trénoval necelý půlrok Zagłębie Sosnowiec.

## Tituly jako hráč
Ferencvarosi TC
- Maďarská liga (5)
- 1932, 1934, 1938, 1940, 1941
- Maďarský pohár (5)
- 1933, 1935, 1942, 1943, 1944
- Mitropa Cup (1)
- 1937

## Tituly jako trenér
MTK Hungaria
- Mitropa Cup (1)
- 1955

Olympiakos F. C.
- Řecká liga (1)
- 1958
- Řecký pohár (1)
- 1958